# Pentagonia magnifica
Pentagonia magnifica är en måreväxtart som beskrevs av Kurt Krause. Pentagonia magnifica ingår i släktet Pentagonia och familjen måreväxter. Inga underarter finns listade i Catalogue of Life.